# Hypselodoris dollfusi
Hypselodoris dollfusi is een slakkensoort uit de familie van de Chromodorididae. De wetenschappelijke naam van de soort is voor het eerst geldig gepubliceerd in 1933 door Pruvot-Fol.